# Louis Oger de Cavoye
Louis d'Oger, ou d'Augier, marquis de Cavoye, né en 1640, mort le 3 février 1715 à l'hôtel de Cavoye, était un gentilhomme français des XVIIe et XVIIIe siècles.

## Biographie
Fils d'un officier tué au service du Roi, il est élevé avec Louis XIV, et conserve la faveur de ce prince toute sa vie, et la mérite par son courage. Il est fait Grand Maréchal des Logis de la maison du roi en 1677.
Il servit dans l'armée hollandaise contre les Anglais. En 1666, il se rendit célèbre par une action hardie qui sauva la flotte hollandaise : un brûlot anglais se dirigeait à force de voile sur le vaisseau amiral ; il proposa d'aller, avec une chaloupe couper les câbles des bâtiments qui dirigeaient le brûlot. Il exécuta avec succès ce dessein et les Anglais, dont la flotte était menacée par leurs propres brûlots, furent obligés de se retirer.
En 1677, il épouse Louise Philippe de Coëtlogon (1641-1729), fille de René, marquis de Coëtlogon, vicomte de Mejusseaume et baron de Pleugriffet et de Philippe Hélène de Coëtlogon.
Très bel homme, ses succès féminins lui valent un duel retentissant avec Charles de Champlais, marquis de Courcelles, et deux ans de réclusion à la Conciergerie. Ses fonctions et la protection de Louis XIV lui permettent de bénéficier de nombreux privilèges, dont celui de « chaises à porteurs ».

## Hôtel de Cavoye et autres propriétés
Il a laissé son nom à l'hôtel de Cavoye, au 52, rue des Saints-Pères dans le 7e arrondissement. Il achète cet hôtel le 18 juillet 1679, à Marie-Sidonia de Lénoncourt, épouse du marquis de Courcelles. L'hôtel est le centre d'une société choisie, où figurent Jean Racine et Nicolas Boileau. Oger l'embellit et le fait décorer par Mansart et Lepautre, l'architecte du duc d'Orléans, et y meurt en 1716. Il fait reconstruire le corps de logis et le portail sur rue en 1687. Cet hôtel particulier a acquis de nos jours une certaine célébrité en devenant la demeure de Bernard Tapie.
Pour rester à proximité de Versailles et de la cour du roi, Oger achète en 1696 au gendre de Vauban, le Château de Voisins à Louveciennes.

## Jugement de ses contemporains
Saint-Simon :
« Il y a dans les cours des personnages singuliers, qui sans esprit, sans naissance distinguée, et sans entours ni services, percent dans la familiarité de ce qui y est le plus brillant, et font enfin, on ne sait pourquoi, compter le monde avec eux. Tel y fut Cavoye toute sa vie, très petit gentilhomme tout au plus, dont le nom était Oger. Il était grand maréchal des logis de la maison du roi; et le roman qui lui valut cette charge mérite de n’être pas oublié, après avoir dit ce qui le regarde en ce temps-ci. »